# Jan Rasch
Jan Rasch (* 29. července 1979 v Praze) je český fotograf.

## Život a dílo
Začínal v měsíčníku Svět počítačů, pak působil v časopisu Euro a v týdeníku Ekonom, se kterým spolupracuje dodnes. V současnosti fotografuje také pro tabletový týdeník Dotyk a měsíčník Art + Antique. Je členem týmu v projektu Paneláci. Se svým někdejším kolegou Tomášem Novákem založil galerii portrétů rozhlasových hostů Radiohost.
S klasickou fotkou začal koncem 90. let nedlouho poté, co na něj velmi zapůsobila tvorba dokumentaristy Jana Špáty. V roce 2010 absolvoval Institut tvůrčí fotografie v Opavě. Zaměřuje se především na portrétní a novinářskou fotografii, i když k jeho práci patří také fotografování v komerční sféře. Ve vlastní tvorbě má jednoduchý, centrický rukopis, poutají ho neobvyklosti v přírodě, mezi lidmi i v umění, anebo naopak naprostá klišé.

## Ocenění
- 2012: Czech Press Photo – 3. místo v kategorii Umění a zábava – fotografie z aukce českého moderního umění v londýnské aukční síni Sotheby's
- 2011: Czech Press Photo – 3. místo v kategorii Umění a zábava – série ze závodů luxusních veteránů v Alpách
- 2010: Czech Press Photo – 1. místo v kategorii Umění a zábava – soubor z veletrhu umění Basileji s názvem Umění na prodej